# Resolución 1514 de la Asamblea General de las Naciones Unidas
La Resolución 1514 de la Asamblea General de las Naciones Unidas (también conocida como Declaración sobre la concesión de la independencia a los países y pueblos coloniales) fue una piedra angular del movimiento de descolonización. Aprobada el 14 de diciembre de 1960, esta resolución hacía un llamamiento a la independencia de las colonias, considerando los derechos humanos fundamentales y la carta de las Naciones Unidas.

## La resolución

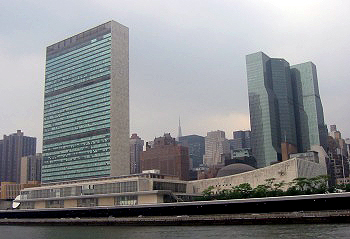
Sede de las Naciones Unidas en Nueva York

La resolución 1514 consiste de la necesidad de crear condiciones de estabilidad y bienestar y relaciones pacíficas y amistosas basadas en el respeto de los principios de la igualdad de derecho y de la libre determinación de todos los pueblos, y de asegurar el respeto universal de los derechos humanos y las libertades fundamentales para todos sin hacer distinción por motivos de raza, sexo, idioma o religión, y la efectividad de tales derechos y libertades, y establece que “todo intento encaminado a quebrar total o parcialmente la unidad nacional y la integridad territorial de un país es incompatible con los propósitos y principios de la Carta de las Naciones Unidas, y compromete la causa de la paz y la cooperación mundiales. La resolución también fija una clara posición respecto de que, allí donde estuviera en riesgo la integridad territorial de los Estados, no debe recurrirse a la aplicación de la libre determinación. Así mismo,  especifica que todos los pueblos tienen derecho a la libre determinación, y que se deben tomar medidas para traspasar el poder a los pueblos colonizados, sin condiciones y sin represión de por medio.

## La votación
A favor: Afganistán, Albania, Alto Volta, Arabia Saudita, Argentina, Austria, Bielorrusia, Birmania, Bolivia, Brasil, Bulgaria, Camboya, Camerún, Canadá, Ceilán, Chad, Checoslovaquia, Chile, China (Taiwán), Chipre, Colombia, Congo, Costa de Marfil, Costa Rica, Cuba, Dinamarca, Ecuador, Egipto, El Salvador, Etiopía, Filipinas, Finlandia, Gabón, Ghana, Grecia, Guatemala, Guinea, Haití, Honduras, Hungría, India, Indonesia, Irán, Irak, Irlanda, Islandia, Israel, Italia, Japón, Jordania, Laos, Líbano, Liberia, Libia, Luxemburgo, Madagascar, Malasia, Mali, Marruecos, México, Nepal, Nicaragua, Níger, Nigeria, Noruega, Nueva Zelanda, Países Bajos, Pakistán, Panamá, Paraguay, Perú, Polonia, República Centroafricana, República Democrática del Congo, Rumania, Senegal, Siria, Somalia, Sudán, Suecia, Tailandia, Togo, Túnez, Turquía, Ucrania, Unión Soviética, Uruguay, Venezuela, Yemen, Yugoslavia.
En contra: ninguno.
Abstenciones: Australia, Bélgica, España, Estados Unidos, Francia, Portugal, Reino Unido, República Dominicana, Sudáfrica.
Ausentes: Dahomey.

## Después de la resolución
En 2000, con motivo del 40 º aniversario de la Resolución 1514, la Asamblea General de la ONU adoptó la Resolución 55/146, que declaró al periodo entre 2001-2010 como el Segundo Decenio Internacional para la Eliminación del Colonialismo. Esto es consecuencia de haber sido el periodo entre 1990-2000 como el Decenio Internacional para la Eliminación del Colonialismo.